# Saxicolella
Genre
Saxicolella est un genre de plantes de la famille des Podostemaceae.

## Liste d'espèces
Selon Catalogue of Life (28 septembre 2017) :
- Saxicolella amicorum J. B. Hall
- Saxicolella angolensis C. Cusset
- Saxicolella flabellata (G. Tayl.) C. Cusset
- Saxicolella gossweileri C. Cusset
- Saxicolella laciniata (Engl.) C. Cusset
- Saxicolella marginalis (G. Taylor) C. Cusset ex M. Cheek
- Saxicolella nana Engl.
- Saxicolella submersa (J. B. Hall) C. D. K. Cook & Rutishauser

Selon NCBI (28 septembre 2017) :
- Saxicolella amicorum
- Saxicolella nana

Selon The Plant List (28 septembre 2017) :
- Saxicolella flabellata (G. Taylor) C. Cusset

Selon Tropicos (28 septembre 2017) (Attention liste brute contenant possiblement des synonymes) :
- Saxicolella amicorum J.B. Hall
- Saxicolella flabellata (G. Taylor) C. Cusset
- Saxicolella macrothyrsa A. Chev.
- Saxicolella nana Engl.